# Jimmy Garvin
James Williams (Tampa, 25 settembre 1952) è un ex wrestler statunitense, maggiormente conosciuto con il ring name Jimmy Garvin, e per la sua militanza nel tag team The Fabulous Freebirds.
Il 29 febbraio 2016, Garvin è stato introdotto nella WWE Hall of Fame come membro dei Fabulous Freebirds.

## Carriera

### Inizi (1968-1983)

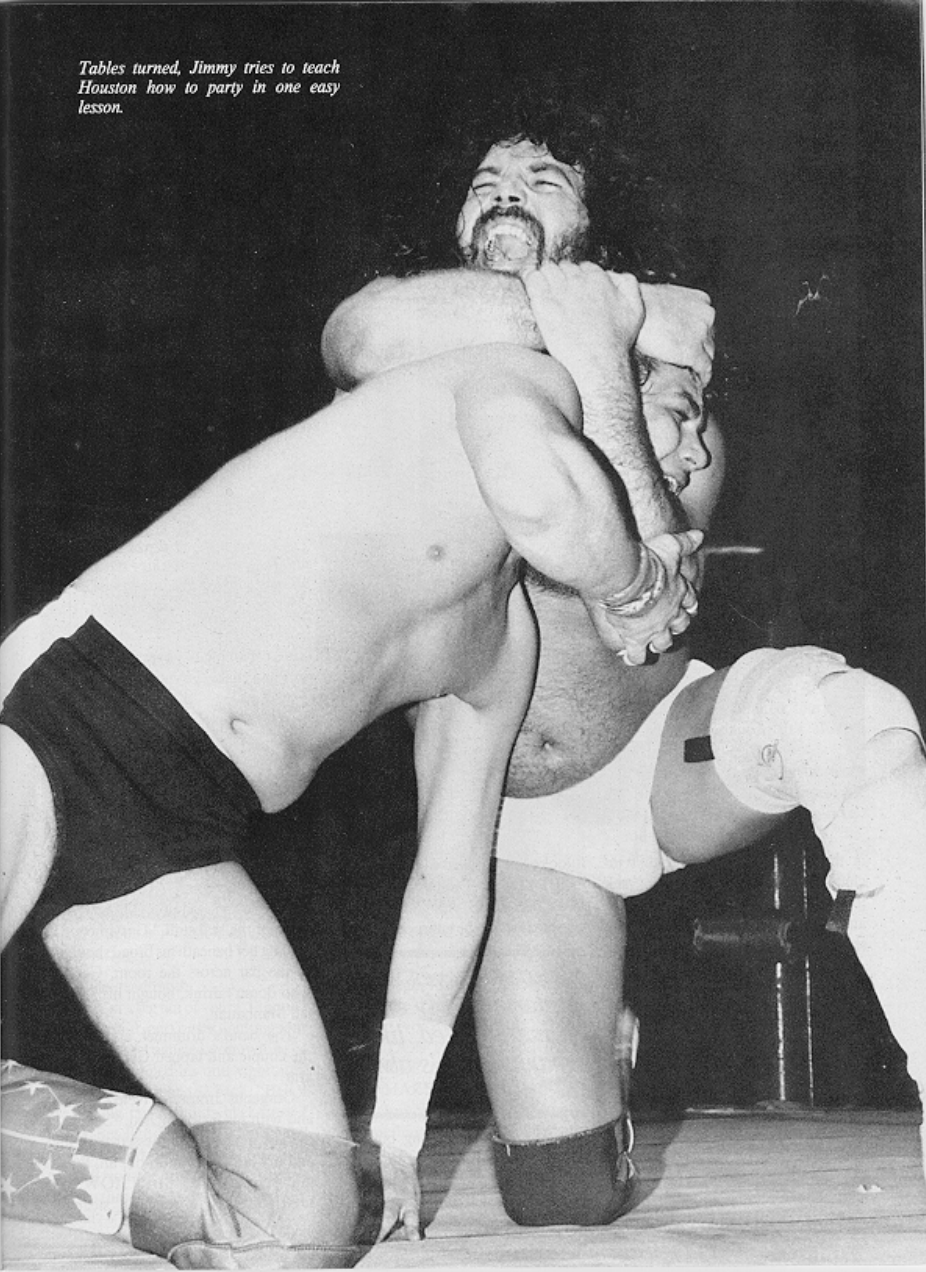
Jimmy Garvin vs Sam Houston (1986)

Garvin iniziò la sua carriera nel wrestling alla fine del 1968 all'età di 16 anni lottando sotto lo pseudonimo "Beau James". Presto cambiò ring name in "Gorgeous" Jimmy Garvin e gli furono affiancati due "fratelli" (kayfabe), Terry e Ron Garvin, dei quali fu anche manager per breve tempo.
Tra il 1978 e il 1983 lottò nella Universal Wrestling Federation e nella Championship Wrestling from Florida. Nel 1982, Garvin (mentre deteneva il titolo NWA Florida Global Tag Team Championship insieme a Big John Studd) vinse l'NWA Southern Heavyweight Championship battendo Sweet Brown Sugar. Come ricompensa, il manager di Garvin, J.J. Dillon, gli presentò una bella valletta di nome Precious. La Precious "originale" non era Patti Williams, la vera moglie di Garvin, che in seguito avrebbe assunto il nome "Precious". Durante le difese del titolo, Garvin spesso veniva distratto da Precious e cercava di impressionare la ragazza con le sue performance sul ring. Spesso ciò causava degli attacchi da parte dei suoi avversari. La conseguenza fu che Garvin perse il titolo NWA Southern Heavyweight Championship contro Dusty Rhodes, mentre in coppia con Studd perse l'NWA Florida Global Tag Team Championship cedendolo a Ron Bass e Barry Windham. Quindi Garvin sostituì la Precious originale con sua cugina, Sunshine, e nel 1983 passò alla World Class Championship Wrestling.

### World Class Championship Wrestling (1983-1984)

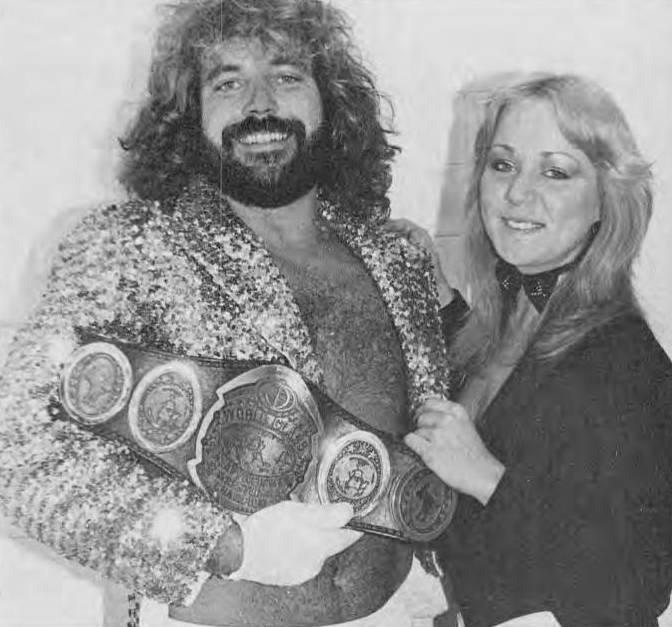
Jimmy Garvin e Sunshine

Insieme alla sua valletta Sunshine, Garvin debuttò nella WCCW come wrestler heel. Iniziò una faida con David Von Erich, e dopo la sconfitta fu costretto a trascorrere un giorno intero insieme a Sunshine a lavorare nel ranch di David.
Fu poi la volta di un feud con Chris Adams. All'epoca, Garvin presentò sul ring sua moglie Patti, con il nome di "Sunshine II", nel ruolo della presunta assistente dell'originale Sunshine. Dopo che un'interferenza di Sunshine II gli costò il WCCW Television Championship in un match con Johnny Mantell nell'ottobre 1983, Sunshine II incolpò la Sunshine originale dell'accaduto. Allora Garvin licenziò Sunshine e rinominò Sunshine II "Precious" (da non confondersi con l'omonima valletta originale). Precious e Sunshine (ora alleatasi con Chris Adams) ebbero una rivalità tra di loro mentre Garvin si disputava il titolo NWA American Heavyweight Championship con Adams. Durante questo periodo, le coppie lottarono di frequente in tag-team match misti uomo-donna. Sunshine lasciò temporaneamente la WCCW nel 1984 (e la cosa venne spiegata con una storyline nella quale la ragazza era stata infortunata da Garvin e Precious) e fu rimpiazzata nel feud dalla "zia", Stella Mae French (Tanya West). Adams e Stella Mae continuarono a lottare in match di coppia misti contro Garvin e Precious fino a quando furono sconfitti in un "Loser Leaves Town" Cage Match nel luglio 1984. Quindi Garvin e Precious lasciarono la World Class per accasarsi alla American Wrestling Association.

### American Wrestling Association (1984-1986)

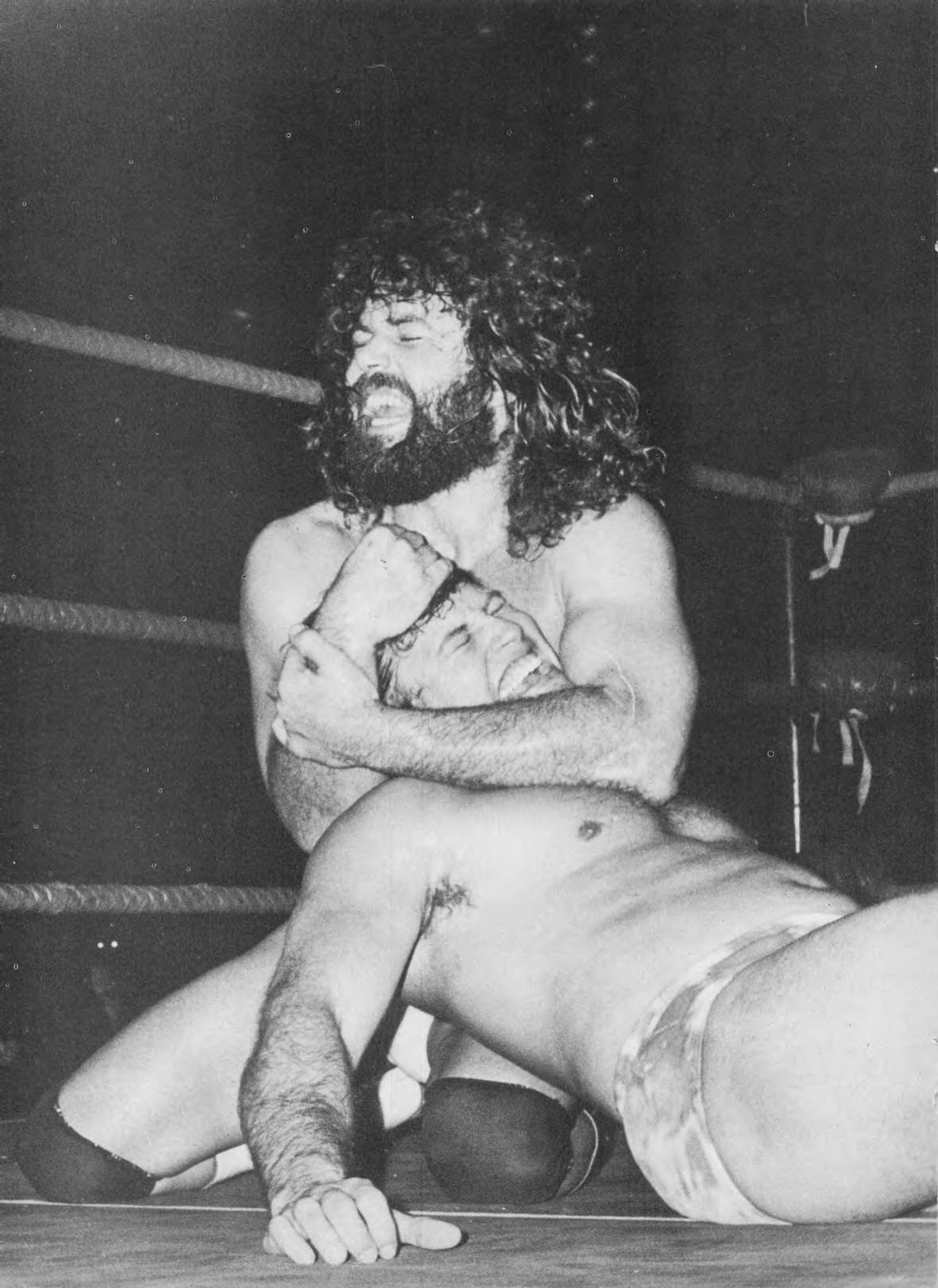
Garvin (sinistra) vs Rick Martel (destra), 1985

Garvin debuttò nella American Wrestling Association (AWA) nell'ottobre 1984. Dalla fine del 1984 alla metà del 1985, sfidò ripetutamente senza successo il campione AWA World Heavyweight Rick Martel.
All'evento SuperClash nel settembre 1985, sfidò senza successo Kerry Von Erich per l'NWA Texas Heavyweight Championship.
Quindi formò un tag team con "Mr. Electricity" Steve Regal e i due vinsero i titoli di coppia sconfiggendo i Road Warriors grazie all'aiuto dei Fabulous Freebirds. Restarono campioni fino al gennaio 1986, quando persero le cinture con Curt Hennig & Scott Hall.

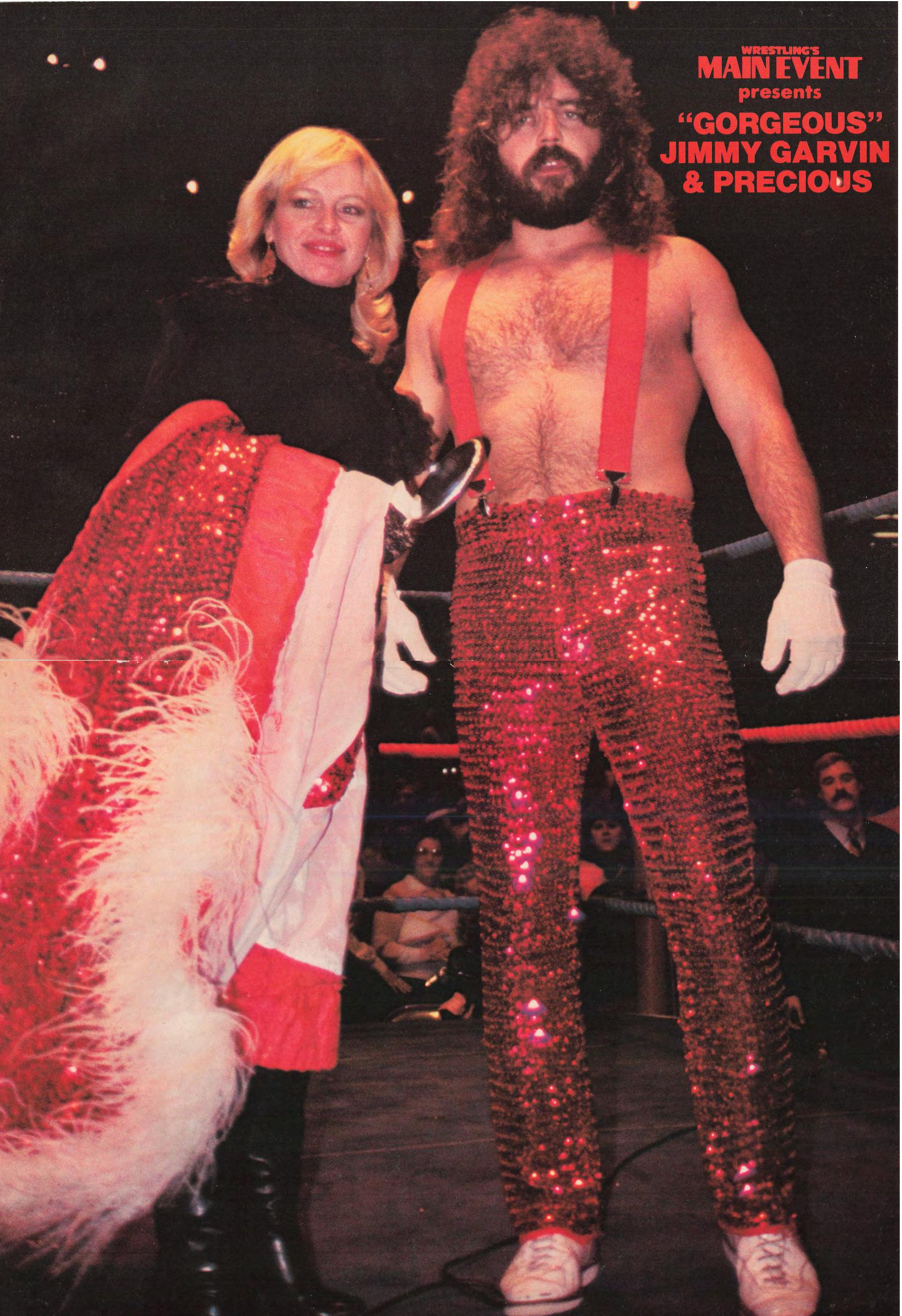
Jimmy Garvin e Precious nel 1985

Garvin lottò il suo ultimo match nella compagnia a WrestleRock 86 nell'aprile 1986, in coppia con Michael Hayes, perdendo contro i Road Warriors in uno steel cage match.

### Jim Crockett Promotions/World Championship Wrestling (1986-1988)
Dopo aver perso i titoli tag team contro Scott Hall e Curt Hennig nel 1986 ad Albuquerque, Garvin passò alla Jim Crockett Promotions. Debuttò come heel prendendo spesso in giro Wahoo McDaniel, chiamandolo "Yahoo".  Garvin e McDaniel ebbero un feud tra l'estate e la fine del 1986, dove combatterono in vari "Indian Strap Match". Altra faida dell'epoca fu quella con Brad Armstrong. Fu proprio nel mezzo di questa rivalità che Magnum T.A. ebbe il famigerato incidente automobilistico che pose fine alla sua carriera.

#### Faide con Midnight Express, Ric Flair, e Kevin Sullivan (1987-1988)

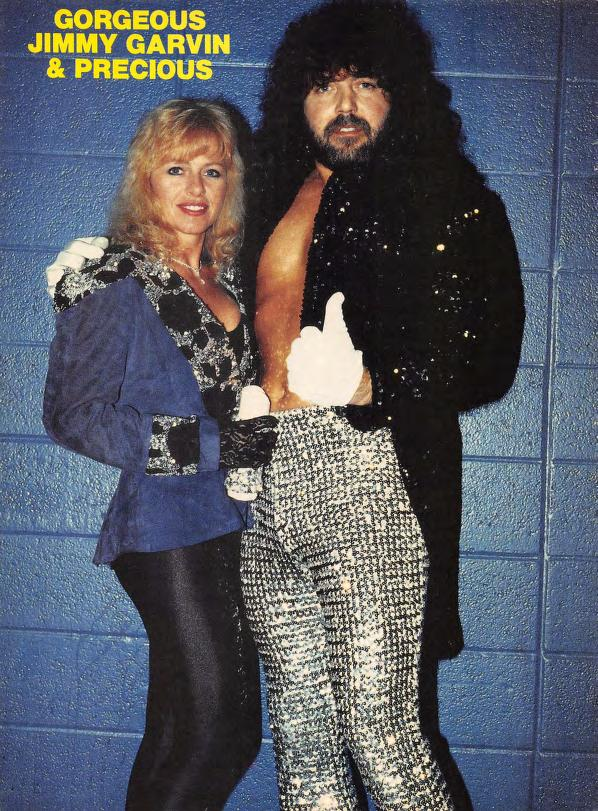
Jimmy Garvin e Precious (1988)

Nel 1987, il "fratello" di Jimmy, Ron (in realtà il patrigno di Jimmy), aveva una faida in corso con Jim Cornette e la sua stable. Durante un match con i Midnight Express di Cornette, Cornette lanciò del fuoco in faccia a Ron che dovette essere portato di corsa in infermeria nel backstage. Jimmy montò su tutte le furie ed assalì brutalmente Cornette negli spogliatoi. L'amico di Jimmy e Ron, Barry Windham, portò quindi Ron all'ospedale.
Jimmy (e, per associazione, Precious) effettuò un turn face ed aiutò Ron nella sua rivalità con i Midnight Express. Uno dei migliori incontri della rivalità si svolse nel 1987 all'evento Jim Crockett Memorial Cup Tag Team Tournament. I Midnight Express si aggiudicarono la contesa per conteggio fuori dal ring degli avversari.
Più avanti quello stesso anno, Jimmy ebbe uno dei feud migliori della sua carriera affrontando Ric Flair, che aveva "messo gli occhi" su Precious. Flair le inviò parecchi regali e la gelosia di Garvin rese necessario tra i due un match nella gabbia da tenersi al ppv Great American Bash con in palio l'NWA World Title detenuto da Ric Flair. La stipulazione del match prevedeva che se Flair avesse vinto l'incontro, avrebbe ottenuto un appuntamento con Precious. Durante l'incontro, Jimmy tentò di effettuare un leap frog ma atterrò su un ginocchio anziché sui piedi. Il dolore al ginocchio venne "venduto" durante tutto il resto del match. La faida generò talmente tanto interesse, che un fan esagitato tentò di scalare la gabbia per aiutare Garvin contro Flair ma venne bloccato in tempo dalla sicurezza. Flair si aggiudicò l'incontro imprigionando Jimmy nella sua mossa finale figure four leglock. A match concluso, Ron Garvin entrò nella gabbia ed attaccò Flair per difendere Jimmy da ulteriori danni al ginocchio. Quando ebbe luogo l'appuntamento tra Precious e Flair vinto da quest'ultimo, Flair e James J. Dillon finirono per essere assaliti da Ron Garvin, travestito da "Miss Atlanta Lively". Solo due mesi dopo, Ron sconfisse Flair diventando il nuovo NWA World Champion.
Nel 1988, Garvin ebbe un feud con Kevin Sullivan e il suo Varsity Club. Anche questa volta la faida aveva come oggetto Precious ma non fu mai ben chiarito perché Sullivan la desiderasse. Jimmy lottò in vari match memorabili durante il feud, incluso un incontro con Mike Rotunda per l'NWA World TV Title svoltosi durante la prima edizione di Clash of the Champions. Rotunda schienò Jimmy e mantenne la cintura.
Durante Great American Bash 1988 Jimmy e Sullivan si affrontarono in un match 5 contro 5 entrambi come capitani delle rispettive squadre, nel primo "Tower of Doom Match" di sempre. La particolarità dell'incontro consisteva nello svolgersi in tre gabbie montate una sopra l'altra. Un membro di ogni team doveva salire alla gabbia successiva mediante una scala ed affrontare il suo avversario. Ogni cinque minuti, nuovi membri provenienti da ciascuna squadra si sarebbero aggiunti agli altri. Ogni tanto, le porte tra le gabbie si sarebbero aperte per una decina di secondi permettendo ad alcuni fortunati di raggiungere subito il livello successivo. La squadra di Jimmy era composta da Ron Garvin, Steve Williams, e Road Warriors. Riuscirono a vincere il match, ma la faida con Sullivan non si concluse qui.
Nel settembre 1988, Sullivan e Mike Rotunda "ruppero" (kayfabe) una gamba a Jimmy Garvin con un blocco di cemento.

#### The Fabulous Freebirds (1989-1992, 1994)
Nel giugno 1989 tornò nella Jim Crockett Promotions, ora rinominata World Championship Wrestling, e divenne il nuovo membro dei The Fabulous Freebirds (anche se già in precedenza il suo nome era stato associato con essi sin dal 1983) e si aggiudicò i titoli di coppia insieme a Michael Hayes al ppv Clash of the Champions VII. I titoli tag team furono vinti in un torneo indetto per l'assegnazione degli stessi. Quella sera, Hayes e Garvin sconfissero i Dynamic Dudes in semifinale e i Midnight Express (Bobby Eaton & Stan Lane) in finale. Ebbero poi una faida con i Midnight Express e con Rick & Scott Steiner. Jimmy Garvin aveva già lavorato in passato con Hayes, Buddy Roberts e Terry Gordy durante il celebre feud Freebirds-Von Erich nella World Class Championship Wrestling, ed era da sempre considerato il "quarto membro dei Freebirds".
Nel maggio 1991, al tag team si aggiunse un membro mascherato di nome Badstreet, e iniziò una fiada con The Young Pistols (Steve Armstrong & Tracy Smothers). Nell'estate 1991, Badstreet se ne andò e i Freebirds rimasero anche senza manager. Presero per breve tempo Precious come nuova manager, ma durò solo lo spazio del ppv WrestleWar '92. Durante questo periodo, Hayes e Garvin vinsero due World Tag Team Championship, un World Six-Man Tag Team Championship (con Badstreet), e due United States Tag Team Championship.
Dopo aver lasciato la WCW nel settembre 1992, Garvin si prese un periodo di pausa dal wrestling, per prendere un brevetto come pilota di linee commerciali. Nel febbraio 1994, fece la sua ultima apparizione nella WCW a SuperBrawl IV lottando al posto dell'infortunato Michael Hayes contro Johnny B. Badd, ma perse l'incontro.

### Global Wrestling Federation e ritiro (1994)
Dopo SuperBrawl IV, Garvin passò alla Global Wrestling Federation (GWF), dove riformò i Freebirds con Terry Gordy e Hayes. Nel 1994, egli vinse i titoli Tag Team della federazione con Gordy. I due furono gli ultimi campioni di coppia della compagnia prima che questa fallisse nel settembre 1994. Garvin si ritirò dal ring poco tempo dopo. Prima che la federazione chiudesse i battenti, era stato progettato un feud tra Garvin e Chris Adams con in palio il GWF North American Heavyweight Championship.

## Personaggio
- Mosse finali
  - 911 (Stunner)
  - Bombs Away (Brainbuster)
  - DDT[1]

- Manager
  - Big Daddy Dink[3]
  - James J. Dillon
  - Bill Dundee
  - Little Richard Marley
  - James Mitchell
  - Diamond Dallas Page[4]
  - Precious/Sunshine II[5]
  - Sunshine

- Wrestler diretti
  - Ron Garvin[1]
  - Terry Garvin[6]
  - Bobby Shane[6]

- Soprannomi
  - "Gorgeous"[5][7]
  - "Handsome"[6]

## Titoli e riconoscimenti
- American Wrestling Association

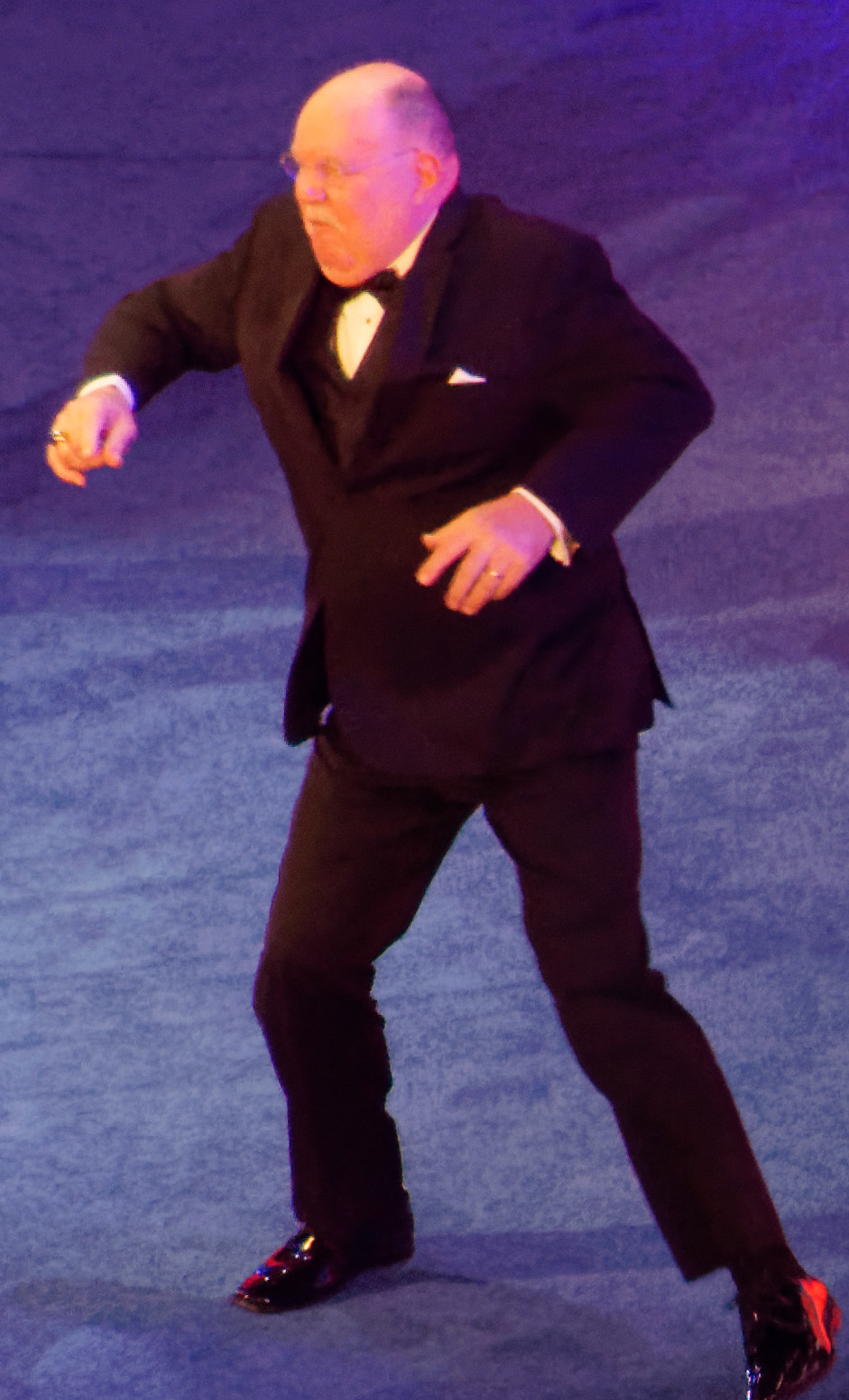
Jimmy Garvin durante la cerimonia di ingresso nella WWE Hall of Fame (2016)

  - AWA World Tag Team Championship (1) - con Steven Regal[1]
- Championship Wrestling from Florida
  - NWA Florida Bahamian Championship (1)
  - NWA Florida Global Tag Team Championship (1) - con Big John Studd
  - NWA Florida Heavyweight Championship (2)
  - NWA Florida Tag Team Championship (2) - con Steve Keirn (1) e Jack Brisco (1)
  - NWA Southern Heavyweight Championship (Florida version) (2)
  - NWA United States Tag Team Championship (Florida version) (2) - con Killer Kox
- Continental Wrestling Association
  - AWA Southern Tag Team Championship (1) - con Bob Ellis
- Global Wrestling Federation
  - GWF Tag Team Championship (1 time) - con Terry Gordy
- NWA Tri-State - Mid-South Wrestling Association
  - Mid-South Louisiana Heavyweight Championship (1)
  - NWA United States Tag Team Championship (Tri-State version) (1) - con Herb Calvert
- Pro Wrestling Illustrated
  - 61º classificato nella lista dei migliori 500 wrestler singoli nei PWI 500 del 1992[8]
  - 150º classificato nella lista dei migliori 500 wrestler singoli nei "PWI Years" del 2003[9]
- World Championship Wrestling
  - WCW United States Tag Team Championship (2) - con Michael Hayes
  - WCW World Six-Man Tag Team Championship (1) - con Michael Hayes e Badstreet
  - NWA (Mid-Atlantic)/WCW World Tag Team Championship (2) - con Michael Hayes[1]
- World Class Championship Wrestling
  - NWA American Heavyweight Championship (4)[1]
  - NWA Texas Heavyweight Championship (2)
  - WCCW Television Championship (1)
- WWE
  - WWE Hall of Fame (classe del 2016)[1]